# Perigrapha uniformis
Perigrapha uniformis là một loài bướm đêm trong họ Noctuidae.